# Pedro Borges
Pedro Augusto Borges, mais conhecido como Pedro Borges (Fortaleza, 29 de abril de 1851 — 11 de setembro de 1922), foi um político brasileiro. Foi maçom pertencente à Loja Fraternidade Cearense. Foi presidente do Estado do Ceará de 1900 a 1904, além de senador de 1904 a 1920 e deputado federal de 1894 a 1900.

## Biografia
Filho do Coronel Victoriano Augusto Borges e Umbelina Rocha Moreira, irmã do Dr. João da Rocha Moreira, nasceu em Fortaleza a 29 de Abril de 1851. Neto paterno de Martinho de Borges e Maria Rita Borges. O Coronel Victoriano Borges, brasileiro por naturalização, filho de Martinho de Borges, que foi proprietário da fazenda Soledade, caminho de Soure, casou três vezes, uma em Pernambuco, e duas no Ceará, com D.a Umbelina Moreira e D.a Anna Moreira, ambas filhas de João da Rocha Moreira, que foi vice-presidente da antiga Província.
Tendo feito os estudos preparatórios sob a direção do Dr. Abílio César Borges, mais tarde Barão de Macahubas, matriculou-se na Faculdade de Medicina da Bahia e nela graduou-se em 1873, tendo versado sua tese sobre Os Obstáculos ao parto provenientes do colo do útero e suas indicações, Typ. do “Diário da Bahia”, Largo do Theatro N.° 5, 1873.
De volta ao Ceará, exerceu a medicina, e teve ocasião de prestar relevantes serviços durante o calamitoso período de 1877 a 1879, e mais tarde na gloriosa campanha abolicionista, o que lhe valeu o desterro para a Colônia Chopin, na qualidade de médico militar que já então era. Como médico do Corpo de Saúde são estas as datas dos seus postos: Tenente 2º Cirurgião a 14 de Fevereiro de 1874, Capitão a 31 de Outubro de 1885, Major a 27 de Março de 1890, Tenente-Coronel a 13 de Abril de 1892, Coronel graduado a 29 de Maio de 1908 e efetivo a 20 de Janeiro de 1910, general de divisão a 13 de Julho de 1912.
Proclamada a República, Pedro Borges e foi eleito para Deputado ao Congresso Nacional nas Legislaturas de 1894 e 1897, sua escolha para substituto do Dr. Nogueira Accioly na Presidência do Estado, da qual foi empossado a 12 de Julho de 1900 e sua entrada para o Senado nas eleições procedidas em 1904 e 1912.

## Obras
- Documento Político. O Dr. Pedro Augusto Borges, Presidente do Estado do Ceará Eleito a 11 de Abril e empossado a 12 de Julho de 1900, Ao Povo Cearense, in-8.u de 17 pp. Typ. Econômica, Praça do Ferreira n.o 43. Ceará, 1900.

- Mensagem apresentada á assembleia legislativa do Ceará em 1.º de Julho de 1901 pelo presidente do Estado Dr. Pedro Augusto Borges. Fortaleza, Typ. Econômica, 43 — Praça do Ferreira—1901.

- Idem, idem em l.o de Julho de 1902, Ceará, Typ. Minerva, de Assis Bezena, 1902.